# Corrente Oyashio

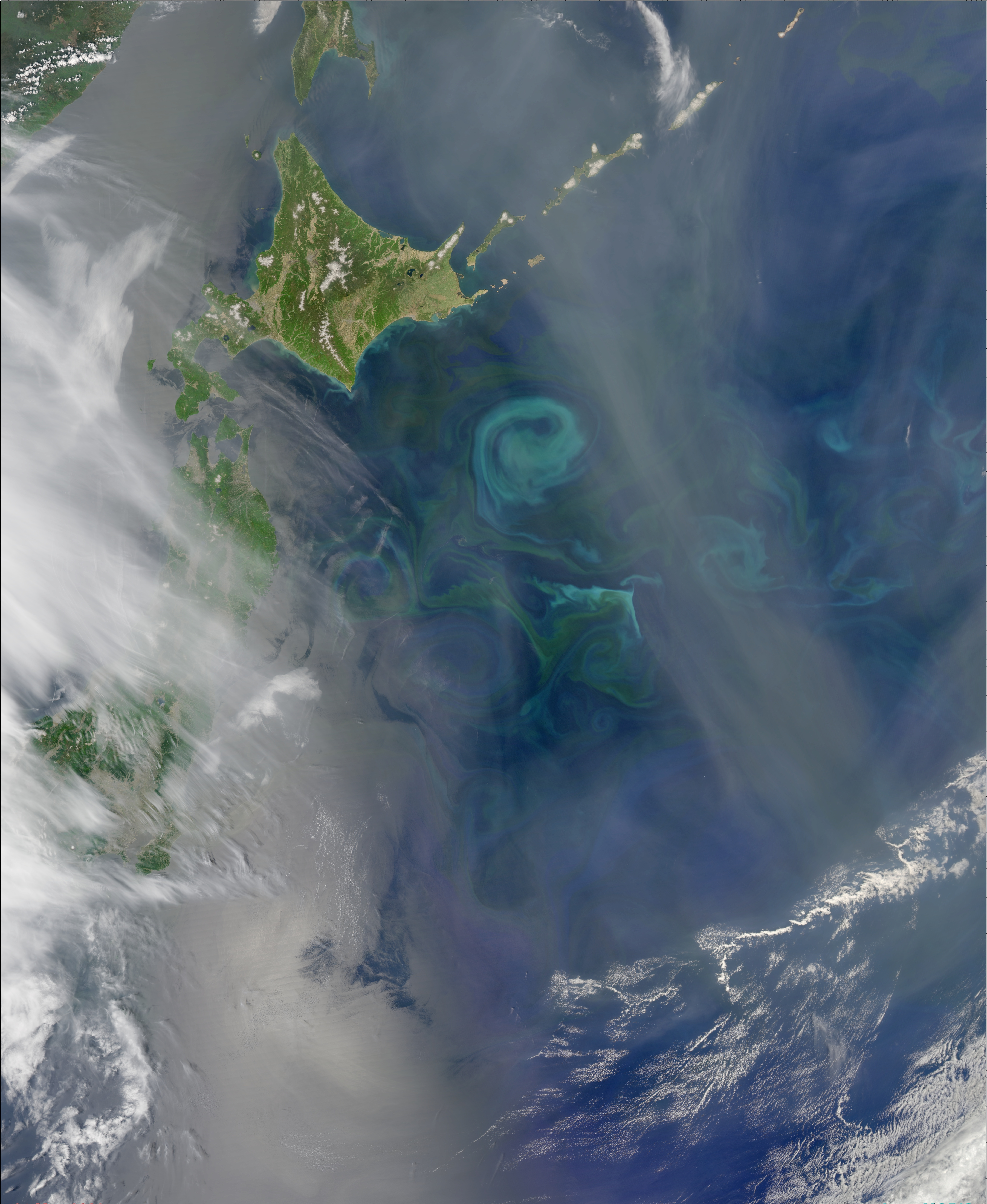
A corrente de Oyashio colidindo com a corrente Kuroshio próxima de Hokkaido. Quando duas correntes colidem, criam redemoinhos. O fitoplancto que cresce nas águas superficiais se concentra ao longo das fronteiras destos redemoinhos, traçando os movimentos da água.

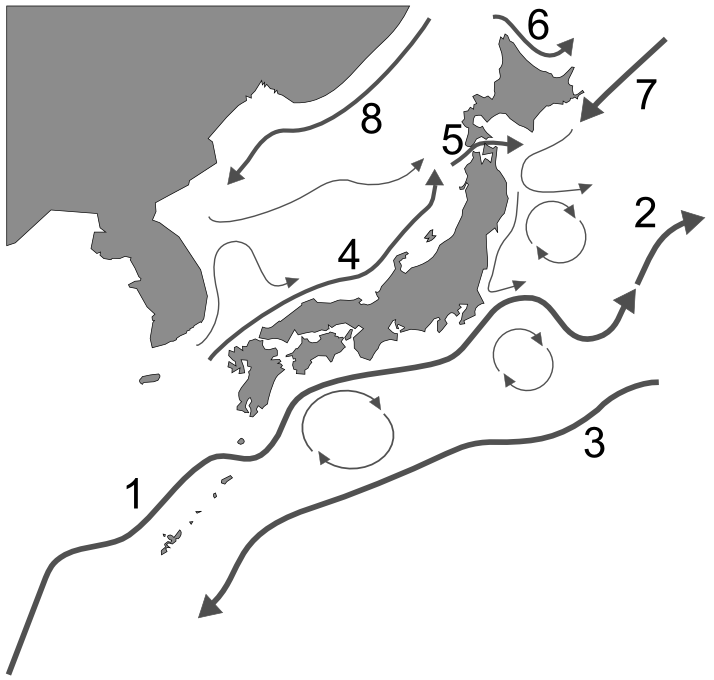
As correntes oceânicas que rodeiam o arquipélago do Japão: 1.Kuroshio 2. Extensão de Kuroshio 3. Contra-Corrente de Kuroshio 4. A Corrente Tsushima 5. A Corrente Tsugaru 6. A Corriente Sōya 7. Oyashio 8. A Corrente Liman.

A Corrente de Oyashio ou de Oya Sivo (親潮), também Oya Shio ou corrente das Ilhas Curilas, é uma fria corrente oceânica sub-ártica que flui até o sul e circula em sentido contrário aos ponteiros do relógio no Oceano Pacífico Norte ocidental. Colide com a corrente Kuroshio frente à orla oriental do Japão para formar a Corrente do Pacífico Norte. Esta corrente fria flui através do Estreito de Bering na direção sul e transporta água fria do Mar Ártico no ocerano pacífico. As águas da corrente Oyashio originam-se na Oceano Ártico e fluem em direção ao sul via o Mar de Bering. A corrente tem um impacto importante sobre o clima do Extremo Oriente Russo, principalmente na Kamchatka e Chukotka, onde o limite norte de crescimento das árvores move-se dez graus ao sul da latitude podendo alcançar o interior da Sibéria. As águas da Corrente Oyashio formam procavelmente a mais rica região pesqueira do mundo devido ao teor extremamente alto de nutrientes da água fria e marés muito altas - o que reforça ainda mais a disponibilidade de nutrientes. No entanto, a Corrente Oyashio também causa com que Vladivostok seja o porto mais equatorial a sazonalmente congelar e requerer navios quebra-gelo para anter-se aberto no inverno. No entanto, esta tem relativamente pouco efeito sobre a produção de peixes através do Mar de Okhotsk, porque as grandes marés que implicam congelamento não ocorrem tão facilmente.